# Szarvásztiváda

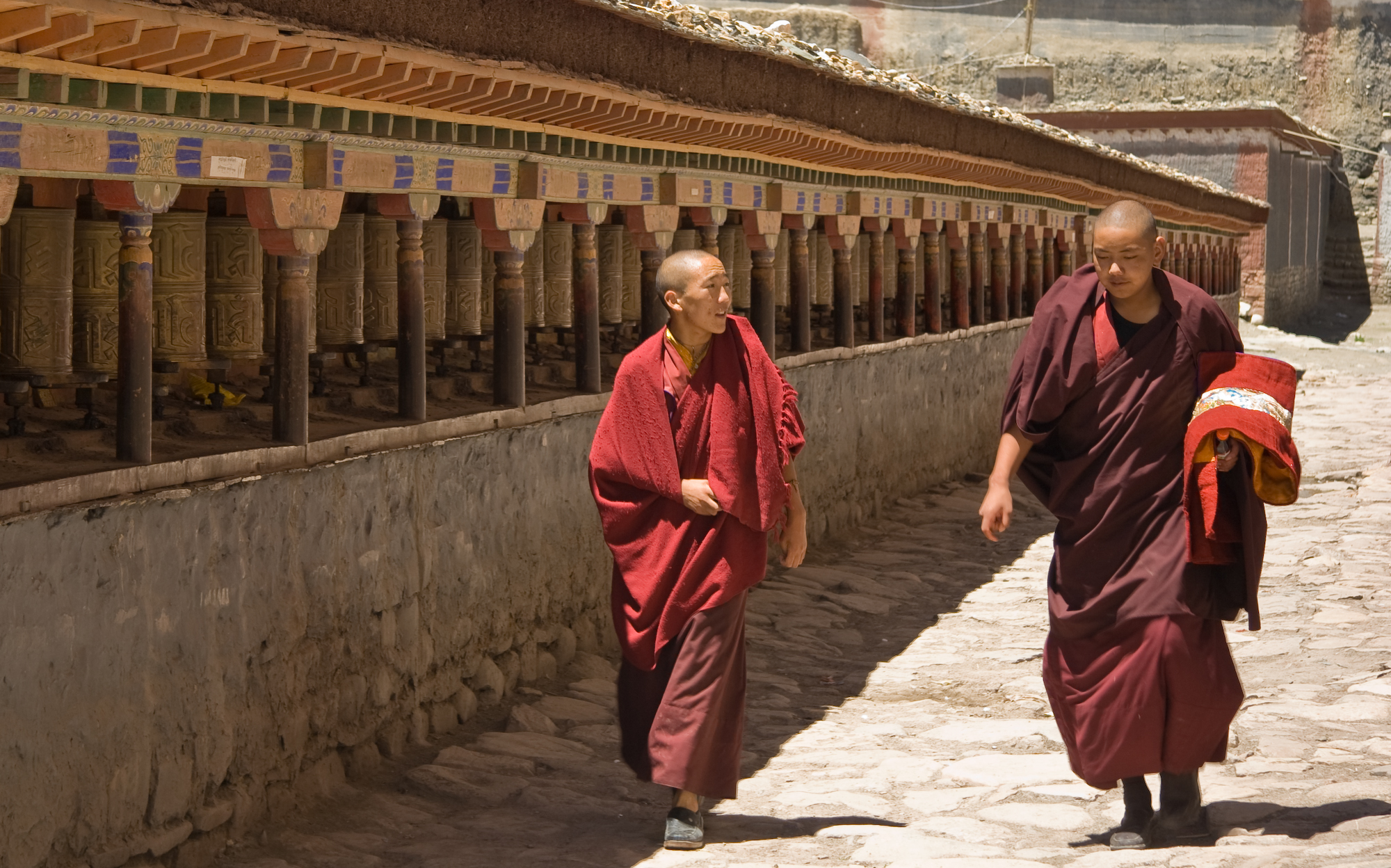
A tibeti buddhizmus hagyományosan a múlaszarvásztiváda vinaját követi.

A szarvásztiváda (szanszkrit: सर्वास्तिवाद; kínai: 說一切有部, pinjin: Shuō Yīqièyǒu Bù) korai buddhista iskola volt, amely a mindenkori (múlt, jelen, jövő) dharma birtokosának vallotta magát. A szarvásztiváda az egyik legbefolyásosabb buddhista szerzetesrend volt, amely Észak- és Dél-India mellett egész Közép-Ázsiában virágzott. Úgy tartják, hogy ebből az iskolából vált külön a múlaszarvásztiváda szekta, jóllehet a két irányzat viszonya még nem lett egészen pontosan meghatározva.
Két teljes Abhidhamma-pitaka maradt fenn: a théraváda és a szarvásztiváda. Ez utóbbi már csak kínai fordításban létezik, de a tudósok szerint ezt valószínűleg szanszkritról fordították kínaira. A mahájána iskolák a szarvásztiváda abhidharmát tekintik mérvadónak, például Nágárdzsuna, 2-3. századi indiai filozófus, a mahájána buddhizmus madhjamaka (középút) iskolájának nagy tekintélyű megalapítója is erre a verzióra reflektál.

## Elnevezése
A szarvásztiváda elnevezés szanszkrit eredetű kifejezés, amely nagyjából annyit jelent, hogy "minden létező elmélete". Az elnevezés páli alakja szabbatthiváda.
Bár a kifejezés elemzésének módjában nincs teljes egyetértés, általánosan úgy vélik, hogy három részből tevődik össze: szarva "összes" vagy "minden" + aszti "létezik" + váda "beszél", "mond" vagy "elmélet".  Ez pontosan megfelel a kínai Shuō Yīqièyǒu Bù 說一切有部 elnevezésnek is, amely szó szerint azt jelenti, hogy "a szekta, amely a minden létezéséről beszél".

## Története
Egyesek szerint a szarvásztiváda a szthaviraváda iskolából vált ki.
A szarvásztiváda gyakorlói Kaniska császár támogatását élvezték és ennek köszönhetően a Kusán-dinasztia idején jelentősen megerősödtek. A következő ezer évre ez az iskola vált az egyik legdominánsabb buddhista iskolává.
Közép-Ázsiában néhány buddhista rend számított csak történelmileg is jelentősnek. A tudósok a közép-ázsiai buddhista missziókat három időszakra osztják. Ezek időrend szerint a következőek voltak:
1. dharmagupta
2. szarvásztiváda
3. múlaszarvásztiváda

148-170 között a parthiai An Si-kao szerzetes Kínába utazott és lefordított egy művet (Da Biqiu Szancsien Veiji - kínaiul: 大比丘三千威儀), amely leírja az öt legfőbb indiai szerzetesrend ruháinak (szanszkrit: kasaja) színét. Egy későbbi szöveg (Sáriputra-paripraccsá) fordítása hasonló információkkal szolgál, azonban a dharmaguptaka és a szarvásztiváda rendek színei fordítva szerepelnek az utóbbiban - itt szarvásztivádáé a fekete és a dharmaguptakáé a sötét vörös szín.

## Nyelve
Buton Rincsen Drub tibeti történész szerint a mahászánghikák a prákrit nyelvet, a szarvásztivádák a szanszkritot, a szthavirák a paisácsit és a szammatíják az apabhramsa dialektust használták.

## Tanok

### A dhammák
A tháravádinok 85 dhammájával (lételemmel) szemben a szarvásztivádinok összesen 75 dharmát (páliul dhamma, szanszkritul dharma) állapítottak meg (11 anyagi (ahol minden végső oszthatatlan atom az a négy nagy elem lett: a Föld, Víz, Tűz, Levegő), 46 tudati, 14 sem anyagi, sem tudati, az egyetlen tudat és a 3 feltétlen dharmát, a teret és a kétféle nirvánát.) A dharmák, a létezés oszthatatlan elemei, pillanatnyiak, ugyanakkor mindhárom időben, vagyis a múltban, a jelenben és a jövőben is reálisan léteznek. Különbséget tettek a dharmáknak az aktuális és a potenciális létezése között. Aktuálisan állandótlanok, potencialitásukban azonban szvabhávával (önvalóval) bírnak (lásd még: éntelenség). Ennél fogva a szvabháva nem más, mint a felsőbb értelemben vett létezés.

### A vaibhásika és a szautrántika
A szarvásztiváda két al-szektája a vaibhásika és a szautrántika volt. Az előbbit a  Mahávibhása-sásztra támogatói hozták létre, amely egy magyarázószöveg. A vaibhásika-szarvásztiváda szektának volt messzemenően a legteljesebb tangyűjteménye a korai buddhista iskolák közül. Ez az iskola Indiában és azon túl is hatalmas sikereket ért el.
A szautrántika szekta ezzel szemben a buddhista szútrákra helyezte a hangsúlyt. A szautrántika kifejezés is azt jelenti, hogy "azok, akik a szútrákat védelmezik". A szautrántika kétségbe vonja az Abhidharma szövegek megalapozottságát. Ez alapján nem a dhammák jelentik a végső realitást, mert maguk sem állandók. Feltételeztek azonban egy összekötő tudatfolyamatot, egy „magot” (bídzsa), amely átnyúlik egyik életből a másikba, majd egy adott pillanatban „kicsírázik”. Ezzel az elképzelésével erőteljes impulzust nyújtott a később kialakuló jógácsára filozófiának. Ezen kívül, a követőik értelmezése alapján egy időben több Buddha is létezhet egyszerre.

### A három szekér
Indiában a korai buddhista iskolák gyakran osztották fel a buddhista gyakorlatokat "szekerekre" vagy "kocsikra"  (jána). Például a vaibhásika szarvásztiváda hagyomány követői állítólag a három szekér gyakorlatát alkalmazták:
1. Srávakajána - a théravádában gyakorlatban bejárandó spirituális út, amelyben az arhat egy szamjakszambuddha tanítása által képes elérni a buddhaságot.
2. Pratjékabuddhajána - a magányos buddha, aki önerőből éri el a buddhaságot, más buddha tanításai nélkül, és aki maga sem tanít másokat.
3. Bódhiszattvajána - más néven mahájána, amelyben a gyakorló az összes érző lény érdekében kívánja elérni a buddhaságot.

### Buddha
A szarvásztivádák Buddha fizikai testét (Skt. rúpakája) tisztátalannak és helytelennek tartották menedékvétel szempontjából. Ők a Buddha igazságtestében (Dharmakája) vettek menedéket.

### Arhatok
A buddhák és a bódhiszattvák természetfeletti képességeit hirdették és az arhatok esendőségét. A szarvásztiváda Nágadatta-szútra kritizálja ezt a mahísászaka nézetet. Márá felveszi a főhősnő, Nágadatta apjának alakját és megpróbálja meggyőzni, hogy a teljesen megvilágosodott buddha szintje helyett (szamjakszam-buddha) elégedjen meg az arhat tudatszint egy alsó szintjével. Nágadatta azonban elutasította ezt a tanácsot.

## Kánon

### Vinaja
A dharmaguptakák elutasították a szarvásztiváda prátimoksa szabályokat, azon az alapon, hogy az eredeti Buddha tanítások elvesztek.
A teljes szarvásztiváda vinaja megtalálható a kínai buddhista kánonban. A 7. században írt Ji csing könyvekből kiderül, hogy Kelet-Kínában a legtöbb egyházi ember a dharmaguptaka vinaját követte, Kuancsong környékén a mahászanghika vinaját, a Jangce környékén és attól délre pedig a szarvásztiváda vinaját használták. A Kínában használt többféle vinaja gyakorlatát több, neves kínai buddhista mester is bírálta. A 8. században Dao An mester a császár támogatásával rendeletben szabta meg, hogy Kínában a szangha minden tagjának a dharmaguptaka-féle vinaját kell használnia.

### Ágamák
A szarvásztiváda iskolától ma már rendelkezésre áll egy szinte teljes szútra-gyűjtemény egy nem régi felfedezésnek köszönhetően Afganisztánban, ahol egy kolostor romjai között megtalálták a Dírgha-ágama szanszkrit szövegének kétharmadát. A Madhjama-ágama (T26, Chinese trans. Gotama Saṅghadeva) és a Szamjukta-ágama (T99, kínai fordítása Guṇabhadra) kínai fordításai már azelőtt is rendelkezésre álltak. Ezáltal a théraváda mellett a szarvásztiváda az egyetlen korai iskola, amelynek egy szinte teljes szútra-gyűjteménye is megmaradt eredeti állapotában - igaz a théravádától eltérően a szarvásztiváda szövegek nem teljes egésze található meg az eredeti nyelven.

### Abhidharma
A szarvásztiváda Abhidharma hét szövegből áll:
- Dzsnyánapraszthána ("A tudás megalapozása") (T. 1543-1544)
- Prakaranapáda ("Kifejtés") (T. 1541-1542)
- Vidzsnyánakája ("Tudat teste") (T. 1539)
- Dharmaszkandha ("Dharma halmazok") (T. 1537)
- Pradzsnyaptisásztra ("Értekezés az elnevezésekről") (T. 1538)
- Dhátukája ("Elemek teste") (T. 1540)
- Szangítiparjája ("Beszéd az összegyűjtésről") (T. 1536)

A vaibhásika szövegeihez tartozik még:
- Mahávibhásá ("Nagy magyarázószöveg" a Dzsnyánapraszthána szöveghez) (T. 1545)

Az összes szöveget lefordították kínai nyelvre, amelyek mind a kínai buddhista kánon részét képezik.